# Aidemona
Aidemona es un género de saltamontes de la subfamilia Melanoplinae, familia Acrididae. Este género se distribuye en América, desde México hasta Colombia.

## Especies
Las siguientes especies pertenecen al género Aidemona:
- Aidemona alticola Roberts, 1947
- Aidemona amrami Roberts, 1947
- Aidemona azteca (Saussure, 1861)
- Aidemona scarlata Cigliano & Otte, 2003
- Aidemona sonorae Roberts, 1947